# Mine d'Escondida

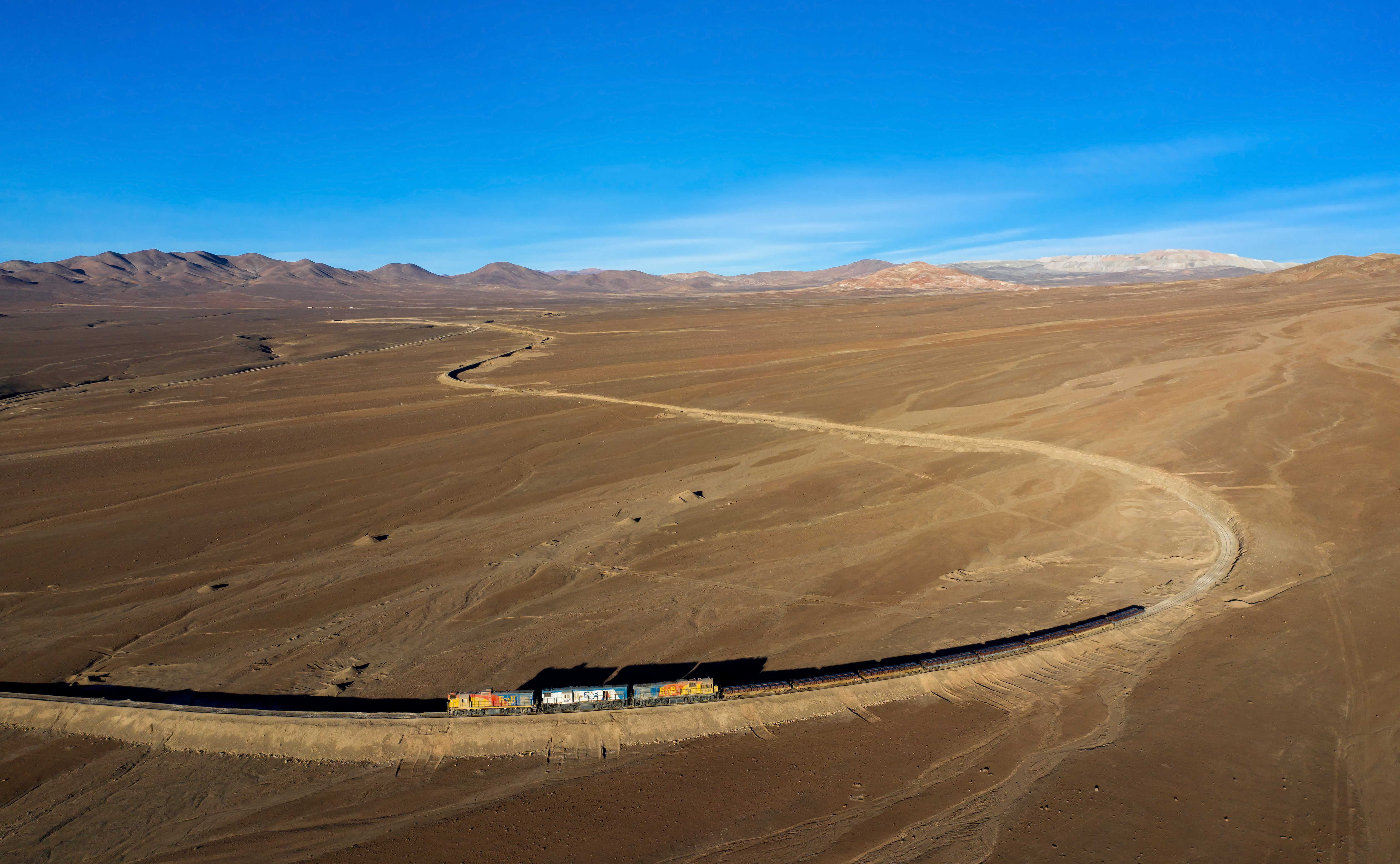
Le train transportant le minerai entre la mine d'Escondida et Antofagasta. Juillet 2019.

La mine d'Escondida (c'est-à-dire « cachée » en espagnol) est une mine à ciel ouvert de cuivre qui se trouve dans le désert d'Atacama au Chili, à presque 160 kilomètres au sud-est d'Antofagasta. Sa production, la première du monde, représente 8 % de la production mondiale.

## Histoire
La construction de la mine a commencé en août 1988 et la première coulée de minerai a été traitée en novembre 1990. Après des phases d'expansion, l'investissement total à Escondida s'est monté depuis ce temps-là à environ 4 milliards de dollars. Entre 1990 et 2002, l'impôt payé au gouvernement chilien a atteint en moyenne 140 millions de dollars.
En 2017, une grève de 44 jours à lieu sur le mine induisant à elle seule une baisse de 1,3 % du PIB sur Chili
En 2021, elle est possédée par l'anglo-australien BHP (57,5 %), le brésilien Rio Tinto (30 %) ainsi que le Japonais Jeco (12,5 %).
En 2024, une grève de quatre jours est menée par les salariés de la mine. Elle aboutit à un accord donnant notamment droits aux salariés à une prime de 35 000 dollars.

## Activité
Elle produit du concentré de cuivre au moyen d'un processus de flottement de minerai sulfuré et de cathodes de cuivre, en utilisant un processus de lessivage du minerai oxydé. Tout le minerai extrait de la mine à ciel ouvert fournit par an environ 350 millions de tonnes de matériau dont, en 2020, 1,1 million de cuivre.
La vente du cuivre est égale à environ 40 % des exportations chiliennes et environ 9 % du produit intérieur brut du pays. La production de cuivre d'Escondida est égale à 20 % de la production totale de cuivre au Chili, fournissant directement du travail à plus de 2 300 personnes plus 1 900 emplois dans les compagnies associées, auxquels s'ajoutent plus de 8 000 emplois permanents supplémentaires dans diverses activités de production, surtout dans la Deuxième Région. Cela explique le rôle capital que joue Escondida dans l'économie chilienne, puisqu'elle représente 2,5 % du produit intérieur brut du pays.